# Linie papilarne

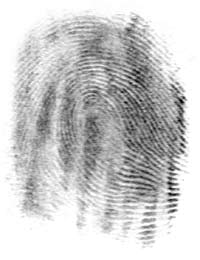
Odbitka linii papilarnych palca

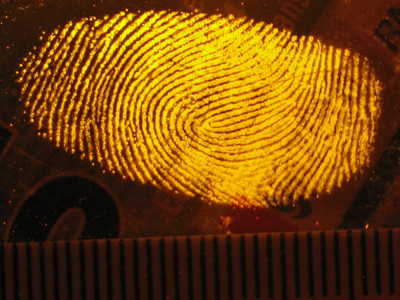
Odbitka linii papilarnych palca w świetle UV

Linie papilarne, dermatoglify – charakterystyczny układ bruzd na skórze ssaków naczelnych, w szczególności na opuszkach palców rąk, ale również na wewnętrznej powierzchni dłoni, palcach stóp i wargach, a u niektórych gatunków na spodniej stronie ogona. Poza naczelnymi, obecność linii papilarnych stwierdzono u koali.
Badaniem linii papilarnych palców dłoni zajmuje się daktyloskopia. Prócz tego bada się linie papilarne dłoni (chejroskopia), stóp (podoskopia), czerwieni wargowej (cheiloskopia).

## Układ linii i jego znaczenie
Układ linii papilarnych u człowieka tworzy się w czasie trwania życia płodowego (pomiędzy 100 a 120 dniem) w przypadkowym procesie kurczenia się, początkowo całkowicie gładkiej i wypukłej, skóry opuszków palców. Nawet bliźnięta jednojajowe mają je różne. Jednakże istnieje pewna zależność między liniami papilarnymi rodziców a ich dzieci. Wysokość listewek na opuszkach palców w stosunku do bruzd wynosi od 0,1 do 0,4 mm. Szerokość natomiast zazwyczaj waha się między 0,2 do 0,7 mm. Na części zewnętrznej listewek znajdują się kanaliki potowe.
Rozróżnia się wzory linii papilarnych pętlicowe, wirowe i łukowe.
W ramach wyżej wymienionych wzorów linii papilarnych rozróżniane są ich podgrupy, jak np. wzór pętlicowy lewy i prawy, wzór wirowy lewoskrętny i prawoskrętny, wzór wirowy wielorodny, wzór wirowy dwupętlicowy, wzór łukowy, namiotowy oraz wzory nietypowe niepodlegające klasycznej identyfikacji.
Polski system klasyfikacji daktyloskopijnej oparty jest na czterech typach wzorów: pętlicowe, wirowe, łukowe i namiotowe. Baza danych znajduje się wraz z kartami daktyloskopijnymi w Centralnej Registraturze Daktyloskopijnej.
W kręgu zainteresowań daktyloskopii znajduje się także problematyka wieku śladów linii papilarnych. Pod pojęciem tym rozumiemy czas, jaki upłynął pomiędzy powstaniem śladu a momentem jego badania. Ślady „starzeją się” pod wpływem czynników zewnętrznych, takich jak temperatura, wilgoć czy światło.
Sam proces ujawniania śladów linii papilarnych na różnych powierzchniach może się odbywać przy zastosowaniu różnych metod. Może on nastąpić poprzez fizykalne ujawnienie poprzez zastosowanie wielomatowych proszków oraz odczynników aminokwasowych (ninhydryna, DFO). Obecnie bardzo popularna staje się technika termalnego ujawnienia śladów linii papilarnych, polegająca na ogrzewaniu powierzchni temperaturą ponad 300 °C przez krótki czas (do 20 sekund).
Trzy prawa sformułowane przez Francisa Galtona głoszą, że linie papilarne są niepowtarzalne, niezmienne i nieusuwalne (zasada 3N).
Linii papilarnych można się pozbyć poprzez głęboką dermabrazję – zabieg dermatologiczny. Istnieją też ludzie bez linii papilarnych: na przykład w niektórych bardzo rzadkich genetycznych schorzeniach skóry uszkodzone zostaje białko keratyna 14, co skutkuje brakiem linii papilarnych (adermatoglyphia). Również efektem zażywania pewnego leku przeciwnowotworowego – kapecytabiny – bywa złuszczanie się skóry na dłoniach, w wyniku którego znikają linie papilarne.
Linie papilarne opisuje się za pomocą tzw. minucji – charakterystycznych cech, takich jak początki, zakończenia, rozwidlenia, haczyki itp. Wzajemny układ minucji jednoznacznie identyfikuje daną osobę. Do uznania dwóch śladów linii papilarnych za tożsame wystarczy od kilku do kilkunastu cech wspólnych (ta sama minucja występująca w tym samym miejscu). Przyjmuje się, że 12 cech wspólnych wystarcza do pewnego określenia tożsamości, choć niektóre minucje występujące rzadziej lub specyficzne dla danej populacji zmniejszają tę liczbę. W poszczególnych krajach liczba cech wspólnych wymaganych przez prawo lub procedury kryminalistyczne do ustalenia tożsamości jest różna i waha się od 8–12 (Niemcy) do 17 (Francja). W Polsce przyjmuje się, że wystarczające jest 12 zgodnych minucji, w przypadku minucji rzadziej występujących (np. oczka bądź haczyki) wystarczy ich mniej.
W Polsce odbitki linii papilarnych można pobierać jedynie w ściśle określonych przez kodeks postępowania karnego przypadkach.
Od 29 czerwca 2009 roku odbitki linii papilarnych pobierane są przy składaniu wniosku o wydanie paszportu.

## Typy minucji
Klasyfikacja typów minucji według C. Grzeszyka :
| Nazwa polska           | Nazwa łacińska      | Symbol |
| ---------------------- | ------------------- | ------ |
| Początek               | Initium             | J      |
| Zakończenie            | Terminatio          | T      |
| Rozwidlenie pojedyncze | Bifurcatio simplex  | B1     |
| Rozwidlenie podwójne   | Bifurcatio duplex   | B2     |
| Rozwidlenie potrójne   | Bifurcatio triplex  | B3     |
| Złączenie pojedyncze   | Iunctio simplex     | Jn1    |
| Złączenie podwójne     | Iunctio duplex      | Jn2    |
| Złączenie potrójne     | Iunctio triplex     | Jn3    |
| Haczyk                 | Unculus             | U      |
| Oczko pojedyncze       | Ocellus simplex     | O1     |
| Oczko podwójne         | Ocellus duplex      | O2     |
| Mostek pojedynczy      | Ponticulus simplex  | P1     |
| Mostek bliźniaczy      | Ponticulus gemellus | P2     |
| Punkt                  | Punctum             | Pn     |
| Odcinek                | Segmentum           | S      |
| Styk boczny            | Junctura lateralis  | J      |
| Linia przechodząca     | Linea intermittens  | Li     |
| Skrzyżowanie           | Decussatio          | D      |
| Trójnóg                | Tripus              | Tr     |
| Linia szczątkowa       | Linea rudimentalis  | Lr     |
| Minucja typu ‘M’       | Minutia M formis    | M      |

## Typy i częstość występowania
Do podstawowych typów wzorów linii papilarnych należą: łuk (A – arch), pętla (L – loop) oraz wir (W – whirl).
Częstość występowania poszczególnych typów wzorów jest zróżnicowana w zależności od palca, ręki (lewej bądź prawej) oraz płci.
Istnieje również duże zróżnicowanie międzypopulacyjne – wzory wirowe występują najczęściej u odmiany żółtej (ok. 50–60%), najrzadziej u odmiany czarnej (20%). U odmiany białej dominują pętle (65%).
Według szacunków Francisa Galtona prawdopodobieństwo powtórzenia się takich samych linii papilarnych u dwóch przypadkowych osób wynosi 1:64 000 000 000 co znacznie przewyższa liczbę ludzi na Ziemi, którą szacuje się na ponad 8 miliardów. Obecnie nie jest znany żaden przypadek, w którym dwie różne osoby miałyby identyczny wzór linii papilarnych.

## Wybrana literatura
- Czesław Grzeszyk: Kryminalistyczne badania śladów linii papilarnych. Legionowo: Wydawnictwo Centrum Szkolenia Policji, 1993. ISBN 83-85714-05-7.
- Brunon Hołyst: Kryminalistyka. Wyd. 9. Warszawa: Wydawnictwa Prawnicze PWN, 2000. ISBN 83-87558-99-0.
- Jarosław Moszczyński: Daktyloskopia. Zarys teorii i praktyki. Warszawa: Wydawnictwo Centralnego Laboratorium Kryminalistycznego Komendy Głównej Policji, 1997. ISBN 83-902464-3-0.